# گئوموسان (گیونگسانگ جنوبی)
گئوموسان (به لاتین: Geumosan) یک کوه در کره جنوبی است که در Gyeongsangnam-do, South Korea واقع شده‌است. گئوموسان ۷۶۶ متر بالاتر از سطح دریا واقع شده‌است.